# Caucasus Airlines
Caucasus Airlines – nieistniejąca gruzińska linia lotnicza z siedzibą w Batumi, funkcjonująca w latach 2002–2004. Głównym hubem był port lotniczy Batumi.

## Flota
W skłąd floty wchodziły w przeszłości następujące samoloty:
- 2 - Embraer 120 „Brasilia”[2]